# Distrito de Dakshin Dinajpur
Dakshin Dinajpur (en bengalí: দক্ষিণ দিনাজপুর জেলা) es un distrito de la India en el estado de Bengala Occidental. Código ISO: IN.WB.DD.
Comprende una superficie de 2 183 km².
El centro administrativo es la ciudad de Balurghat.

## Demografía
Según censo 2011 contaba con una población total de 1 670 931 habitantes, de los cuales 815 827 eran mujeres y 855 104 varones.